# El gran masturbador
El gran masturbador es un famoso cuadro del pintor español Salvador Dalí pintado en 1929. Está hecho mediante la técnica del óleo sobre lienzo, es de estilo surrealista y sus medidas son 110 x 150 cm. Se conserva en Madrid, en el Museo Reina Sofía pues fue legado por Dalí a España.
Este cuadro tiene las características de toda su pintura surrealista y posee una unidad equilibrada a pesar del gran número de elementos que presenta. Refleja el malestar del autor que temía, incluso, perder la cordura. Tanto el título, como el motivo central no dejan dudas sobre las implicaciones sexuales del cuadro; el sexo era una de las obsesiones del pintor.

## Significado

La imagen del diablo en una roca antropomórfica, de la que surge el árbol del pecado, a la derecha del panel izquierdo o del paraíso en El jardín de las delicias de El Bosco, fue utilizada por Dalí para crear la cabeza de bruces en el suelo de El gran masturbador.

En la pintura están retratadas todas las obsesiones del autor:
- El elemento principal es un busto antropomórfico, mezcla de cabeza humana y rocas de la costa Brava de los alrededores de Cadaqués, que repetirá en muchos otros cuadros como La persistencia de la memoria y El enigma del deseo. Estilizado pero reconocible, se caracteriza por su color amarillento, su gran nariz apoyada en el suelo y su cara alargada. Las pestañas largas representan la contraposición entre el sueño anodino de una consumación física irremediable y el sueño de que nuestros deseos se cumplan.
- El saltamontes, un animal que le provocaba terror desde su infancia y que se encuentra pegado a la boca de su autorretrato. Está en estado de descomposición, lo que atrae muchas hormigas que simbolizan la muerte.
- Un anzuelo como atadura a su familia que quería retenerle a su lado y volver a un modo de vida tradicional del que él da muestras de querer desprenderse definitivamente.
- El león como deseo sexual, con una lengua rosada como símbolo fálico.
- Unas piedras como su pasado.
- Una figura aislada como soledad.
- El tema de la masturbación aparece en la mujer que emerge de su retrato y cuyo rostro está cerca de unos genitales masculinos escondidos en unos ceñidos calzoncillos.
- Un lirio pegado a la mujer que simboliza la pureza, una enrevesada forma de definir a la masturbación como la relación sexual más pura. El pistilo de la flor es, además, otro símbolo fálico.
- Como es normal desde que la conoció, Gala aparece representada, en este caso en la pareja que se abraza, donde ella se metamorfosea en una roca, recuerdo de los paseos que dieron por la playa.